# Gibraltar (Wisconsin)
Pour les articles homonymes, voir Gibraltar (homonymie).
Gibraltar est une ville américaine située dans le comté de Door au Wisconsin.